# MIKROSTER MSA-80
MIKROSTER MSA-80 – mikroprocesorowy system automatyki i pomiarów produkowany w latach 1986–1989 przez Zakład Urządzeń do Montażu Podzespołów Elektronicznych „Unitra-Cemi” w Szczytnie.
Budowa systemu oparta była na pakietach:
- pakiet jednostki centralnej (procesora): stosowano procesory 8080A, 8085, Z80 i zgodne
- pakiety pamięci RAM i EPROM
- pakiety przetworników A/C i C/A
- pakiety sprzęgające ze standardowymi urządzeniami zewnętrznymi: np. port równoległy, magnetofon kasetowy, stacje dysków 5,25” lub 8”, monitor i inne
- pakiety dodatkowe, np. diagnostyki systemu, programatora EPROM
- pakiety we/wy cyfrowych
- pakiety sterowania silnikami
- pakiety sterowania mocą

Oprogramowanie:
- system operacyjny: Mikros
- interpretery: Basic-mikroster, Forth
- kompilatory: PL/M, Fortran
- makroasembler
- edytory
- programy uruchomieniowe
- biblioteki programów standardowych

## Spis pakietów

### Pakiety procesorów
- MSA-80.01 CPU:
  - mikroprocesor MCY 7880, zegar systemowy UCY 74S424, kontroler szyny UCY 74S438
  - kontroler przerwań 8259
  - bufor szyny systemowej
  - możliwość współpracy z DMA

- MSA-80.03 CPU (RAM) EPROM:
  - mikroprocesor MCY 7880, zegar systemowy UCY 74S424, kontroler szyny UCY 74S438
  - kontroler przerwań UCY 74S414
  - 2 kB pamięci RAM MCY 7114
  - 2 kB pamięci EPROM 2716
  - programowany licznik 8253
  - bufory szyny systemowej
  - możliwość współpracy z DMA

- MSA-80.05 PP – procesor peryferyjny:
  - mikroprocesor MCY 7835
  - 2 kB pamięci EPROM 2716
  - ekspander portów we-wy 8243
  - układy współpracy z procesorem nadrzędnym

- MSA-80.06 PPK – procesor komunikacyjny do współpracy z systemem nadrzędnym (w systemie pętli):
  - mikroprocesor MCY 7835
  - pamięć programu EPROM 2 kB (2716)
  - pamięć danych RAM 4 kB (2 × 2114)
  - nadajniki i odbiorniki linii (75107, 75110)
  - bitowy protokół transmisji danych (HDLC)

- MSA-80.07 EMU – pakiet emulatora.

### Pakiety pamięci
- MSA-80.10 RAM:
  - 4 kB pamięci RAM z układami MCY 7102
  - bufory szyny systemowej
  - średni czas dostępu 350–450 ns

- MSA-80.11 EPROM:
  - 8 kB pamięci EPROM z układami 2708
  - bufor szyny systemowej
  - średni czas dostępu 450 ns

- MSA-80.13 MEM:
  - 8 podstawek dla pamięci
  - obsługa układów pamięci SRAM 2–8 kB lub EPROM 2–8 kB
  - bufor szyny systemowej

- MSA-80.15 RELPROM:
  - 8 kB pamięci EPROM z układami 2708
  - możliwość wyboru układu podlegającego relokacji przy inicjacji systemu
  - bufor szyny systemowej
  - średni czas dostępu 450 ns

- MSA-80.16 DRAM:
  - 32 kB lub 64 kB pamięci dynamicznej RAM
  - możliwość zastosowania układów 4116, 4516, 2118, 4332, 4164
  - układ rozszerzający pamięć operacyjna do 512 kB
  - układ ochrony przed zapisem wybranych obszarów
  - średni czas dostępu 450 ns

- MSA-80.17 – pakiet zawierający pamięć RAM i EPROM.

### Pakiety przetwarzania A/C i C/A
- MSA-80.20 2xDAC-8B:
  - 2 kanały przetwarzania C/A 8-bitowego
  - obciążalność wyjść 5 mA
  - czas konwersji 10 μs
  - napięcie wyjściowe 0–5V

- MSA-80.21 ADC-10Bx6:
  - przetwornik A/C 10-bitowy
  - 6 wejść analogowych multipleksowych z układem próbkująco-pamiętającym
  - sygnały wejściowe 0–5 V, −5 – +5 V lub 0–10 V
  - czas przetwarzania ok. 100 μs

- MSA-80.22 2xDAC-10B/12D:
  - 2 kanały przetwarzania C/A 10-bitowego lub 12-bitowego (3 dekady)
  - obciążalność wyjść 5 mA
  - czas konwersji 10 μs
  - napięcie wyjściowe 0–5 V
  - pakiet umożliwia diagnostykę przetwornika

- MSA-80.24 8xDAC-8B:
  - przetworniki C/A 8-bitowe
  - 8 wyjść analogowych
  - obciążalność wyjść 2 mA
  - zakres napięć wyjściowych 0–5 V lub 0–10 V
  - czas ustalania się napięcia wyjściowego 20 μs

- MSA-80.25:
  - pakiet przetwarzania wielokanałowego A/C
  - liczba kanałów wejściowych analogowych – 32
  - przetwornik A/C 10-bitowy
  - czas przetwarzania w jednym kanale 120 μs

### Pakiety sprzęgające system z urządzeniami peryferyjnymi
- MSA-80.30 SIO/PIO:
  - kanał transmisji szeregowej V24
    - monitor ekranowy (MERA 7259)
    - terminal (DZM-180KSR)

  - kanał transmisji równoległej
    - czytnik taśmy papierowej (CT-2200)
    - dziurkarka taśmy papierowej (DT105S)
    - drukarka mozaikowa (DZM-180)

  - możliwość jednoczesnej współpracy wszystkich urządzeń

- MSA-80.31 PIO:
  - 24 linie wejść/wyjść równoległych
  - poziom sygnałów wyjściowych TTL
  - obciążalność wyjściowa 50 mA

- MSA-80.32 WIK:
  - sterowanie 16 wskaźnikami 7-segmentowymi
  - obsługa klawiatury 64-stykowej lub matrycy czujników (pakiet wykorzystuje układ 8279)

- MSA-80.34 PK-1:
  - sterowanie 2 jednostkami pamięci PK-1
  - zapis synchroniczny w kodzie PE
  - prędkość transmisji 4096 bit/s
  - programowe sterowanie ruchem taśmy magnetycznej

- MSA-80.35 FDC:
  - sterowanie 1 lub 2 jednostek dysków elastycznych PLx45DE
  - standard zapisu IBM3740
  - zapis, odczyt, weryfikacja i formatowanie z pojedynczą gęstością
  - pakiet wykorzystuje układ 8271

- MSA-80.36 CRT:
  - obsługa profesjonalnego monitora telewizyjnego
  - obrazowanie znaków alfanumerycznych
  - pseudografika
  - lokalna pamięć obrazowa
  - pakiet wykorzystuje układ 8275

- MSA-80.37 FDC:
  - sterowanie 1 lub 2 jednostek dysków 5,25" 360 kB
  - zapis, odczyt, weryfikacja i formatowanie z pojedynczą lub podwójną gęstością
  - pakiet wykorzystuje układ WD2793

### Pakiety specjalizowane
- MSA-80.00 EXP – płyta przedłużająca magistralę:
  - umożliwia pracę pakietu wysuniętego z obudowy
  - wyprowadzone zaciski napięcia +5 V

- MSA-80.38 PROG – programator pamięci EPROM:
  - możliwość programowania pamięci 2708, 2716
  - przepisywanie zawartości pamięci EPROM do pamięci RAM

- MSA-80.40 DIAG:
  - diagnostyka i autodiagnostyka systemu, kontrola obszarów działania procesora
  - ochrona przed zapisem / odczytaniem pamięci lub urządzeń we/wy
  - ustawienie punktów zatrzymania
  - układowa i programowa praca krokowa
  - przerwanie niemaskowalne operatorskie
  - przerwanie niemaskowalne od zaniku napięcia zasilania

- MSA-80.43 PROT – płytka prototypowa:
  - dekoder adresów
  - bufor szyny systemowej
  - obszar prototypowy

- MSA-80.60 HPI:
  - współpraca z szyną IEEE488
  - programowe sterowanie szyną

### Pakiety wejść/wyjść dwustanowych
- MSA-80.50 IN-24:
  - 16 wejść dwustanowych
  - napięcie wejściowe do 24 V
  - filtracja sygnałów
  - rozdzielenie galwaniczne
  - zabezpieczenie przeciwprzepięciowe
  - możliwość zgłaszania przerwań

- MSA-80.51 OUT-24:
  - 16 wyjść dwustanowych 24 V
  - rozdzielenie galwaniczne
  - prąd wyjściowy max. 500 mA

- MSA-80.52 IN/OUT24:
  - 8 wejść dwustanowych 24 V
  - 8 wyjść dwustanowych 24 V
  - rozdzielenie galwaniczne
  - prąd wyjściowy max. 500 mA
  - możliwość zgłaszania przerwań

- MSA-80.53:
  - 8 wyjść dwustanowych 24 V
  - rozdzielenie galwaniczne
  - kontrola zwarcia obciążenia
  - zwrotne potwierdzenia wysterowania wyjść

- MSA-80.54:
  - 8 wyjść dwustanowych prądu przemiennego
  - dopuszczalne napięcia wyjściowe 220 V
  - kontrola zwarć w obwodach wyjściowych
  - załączanie wyjść w chwili przejścia przez zero napięcia przemiennego
  - prąd obciążenia do 2 A
  - rozdzielenie galwaniczne

- MSA-80.57:
  - 16 wyjść dwustanowych 24 V
  - rozdzielenie galwaniczne
  - prąd wyjściowy max. 500 mA
  - każde wyjście zasilanie niezależnie

### Pakiety sterowania silników prądu stałego i skokowych
- MSA-80.70 ISS:
  - impulsowe sterowanie silnikiem prądu stałego
  - max. moc silnika ok. 120 W
  - programowa regulacja prędkości obrotowej
  - rozdzielenie galwaniczne

- MSA-80.80 PSS:
  - programowe sterowanie 3 silnikami skokowymi 4-fazowymi
  - rozdzielenie galwaniczne wyjść
  - możliwość wyboru algorytmów komutacji
  - programowo kształtowana charakterystyka rozruchu i hamowania
  - możliwość współpracy z układami mocy w wersjach L/R, dwunapięciowej i typu „chopper”

- MSA-80.81 UPSS:
  - układowo-programowe sterowanie silnikami skokowymi 4-fazowymi
  - rozdzielenie galwaniczne wyjść
  - możliwość wyboru algorytmu komutacji
  - programowana charakterystyka rozruchu i hamowania
  - możliwość współpracy z układami mocy typu L/R i „chopper”

- MSA-80.82 USS:
  - układowo-programowe sterowanie silnikiem skokowym
  - rozdzielenie galwaniczne wyjść
  - możliwość sterowania silników 4- i 5-fazowych
  - możliwość wyboru algorytmu komutacji
  - układowa regulacja czasów rozruchu i hamowania 0–200 ms
  - max. częstotliwość komutacji 40 kHz
  - możliwość współpracy z układami mocy typu L/R i „chopper”.

### Pakiety obiektowe specjalizowane
- MSA-80.90 PID:
  - pakiet wyjściowy 3-kanałowego regulatora PID
  - wyjście umożliwia wysterowanie triaka 220 V / 10 A
  - synchroniczne sterowanie obciążeniem
  - czas próbkowania 0,64 s, 1,28 s, ...20,48 s